# Donji Višnjik
Donji Višnjik (cyr. Доњи Вишњик) – wieś w Bośni i Hercegowinie, w Republice Serbskiej, w gminie Derventa. W 2013 roku liczyła 175 mieszkańców.